# Volksbank Rheinböllen
Die Volksbank Rheinböllen eG ist eine deutsche Genossenschaftsbank mit Sitz in der rheinland-pfälzischen Stadt Rheinböllen im Rhein-Hunsrück-Kreis.

## Geschichte
Die Bank wurde am 23. Januar 1871 unter dem Namen Rheinböllener Darlehnskassen-Verein in Rheinböllen als erste heute noch bestehende Genossenschaftsbank im Hunsrück gegründet. Im Jahr 1961 firmierte die Bank auf den neuen Namen Volksbank Rheinböllen eGmbH um. Ein Jahr später schloss sich die Raiffeisenkasse Dörrebach-Seibersbach eGmbH mit dem Sitz in Dörrebach der Volksbank Rheinböllen eGmbH an. Im Jahr 1970 fusionierten die Raiffeisenkasse eGmbH Pfalzfeld mit dem Sitz in Pfalzfeld und die Raiffeisenkasse eGmbH Wiebelsheim mit dem Sitz in Wiebelsheim mit der Volksbank Rheinböllen eGmbH. Ein Jahr später erfolgte die Fusion mit der Raiffeisenkasse eGmbH Damscheid mit dem Sitz in Damscheid. Im Jahr 1972 erfolgte die bisher letzte Fusion mit der Raiffeisenkasse Mörschbach eGmbH mit dem Sitz in Mörschbach. Mit Eintragung vom 21. August 1975 erhielt die Bank ihre heutige Firmierung.
Seit 1991 setzt die Bank zur Bargeldversorgung ihrer Kunden Geldausgabeautomaten ein. Das Online Banking wird seit dem Jahr 2000 betrieben.

## Rechtsverhältnisse
Die Volksbank Rheinböllen eG (lt. GnR „Volksbank Rheinböllen eG.“) ist im Genossenschaftsregister beim Amtsgericht Bad Kreuznach unter GnR 318 eingetragen.

## Organisationsstruktur
Rechtsgrundlagen sind das Genossenschaftsgesetz und die durch die Generalversammlung beschlossene Satzung. Organe der Bank sind der Vorstand, der Aufsichtsrat und die Generalversammlung.

## Sicherungseinrichtung
Die Volksbank Rheinböllen eG ist der amtlich anerkannten Sicherungseinrichtung des Bundesverbandes der Deutschen Volksbanken und Raiffeisenbanken GmbH und der zusätzlichen freiwilligen Sicherungseinrichtung des Bundesverbandes der Deutschen Volksbanken und Raiffeisenbanken e.V. angeschlossen.

## Geschäftsausrichtung
Die Volksbank Rheinböllen eG betreibt das Universalbankgeschäft. Im Verbundgeschäft arbeitet sie mit der DZ Bank, R+V Versicherung, Bausparkasse Schwäbisch Hall, Teambank, VR Leasing, DZ Hyp und der Union Investment zusammen.

## Geschäftsgebiet
Das Geschäftsgebiet liegt im Osten des Rhein-Hunsrück-Kreises und befindet sich im Wesentlichen im vorderen Hunsrück und umfasst neben der Stadt Rheinböllen und der zugehörigen Verbandsgemeinde weitere umliegende Ortschaften, es reicht bis in den Landkreis Bad Kreuznach sowie in die an Rheinböllen angrenzenden Verbandsgemeinden hinein.
An diesen Orten betreibt die Bank Filialen:
- Rheinböllen (Hauptstelle, jur. Sitz)
- Pfalzfeld (Geschäftsstelle)

## Warengeschäft
Bis 1999 wurde neben dem reinen Bankbetrieb zusätzlich eine genossenschaftliche Warenabteilung im Haus betrieben. Die Warenlager in Lingerhahn und Mörschbach wurden 1991 vergrößert. In den Jahren 1988 – 1991 wurden die Warenlager in Rheinböllen, Pfalzfeld und Wiebelsheim aufgelöst, 1999 wurde schließlich die Raiffeisen Hunsrück Handelsgesellschaft mbH mit Sitz in Lingerhahn gegründet und das Warengeschäft zusammen mit dem der Raiffeisenbank Kastellaun eG auf die neue Firma ausgelagert. Die Volksbank Rheinböllen eG ist einer der Gesellschafter des Unternehmens.
Die Raiffeisen Hunsrück Handelsgesellschaft mbH ist insbesondere in den Bereichen Landwirtschaft, Brennstoffe und Mineralölhandel tätig.